# Riverton (Minnesota)
Riverton és una població dels Estats Units a l'estat de Minnesota. Segons el cens del 2000 tenia 115 habitants.

## Demografia
Segons el cens del 2000, Riverton tenia 115 habitants, 51 habitatges, i 29 famílies. La densitat de població era de 56,2 habitants per km².
Dels 51 habitatges en un 25,5% hi vivien nens de menys de 18 anys, en un 45,1% hi vivien parelles casades, en un 7,8% dones solteres, i en un 43,1% no eren unitats familiars. En el 33,3% dels habitatges hi vivien persones soles el 9,8% de les quals corresponia a persones de 65 anys o més que vivien soles. El nombre mitjà de persones vivint en cada habitatge era de 2,25 i el nombre mitjà de persones que vivien en cada família era de 2,93.
Per edats la població es repartia de la següent manera: un 22,6% tenia menys de 18 anys, un 8,7% entre 18 i 24, un 27,8% entre 25 i 44, un 29,6% de 45 a 60 i un 11,3% 65 anys o més.
L'edat mediana era de 38 anys. Per cada 100 dones de 18 o més anys hi havia 102,3 homes.
La renda mediana per habitatge era de 35.000 $ i la renda mediana per família de 38.250 $. Els homes tenien una renda mediana de 30.625 $ mentre que les dones 17.321 $. La renda per capita de la població era de 19.406 $. Entorn del 4% de les famílies i el 8% de la població estaven per davall del llindar de pobresa.

## Poblacions més properes
El següent diagrama mostra les poblacions més properes.